# Мухаммад Ахмад аль-Махди
Муха́ммад А́хмад ибн ас-Саййи́д ибн Абдулла́х известный как Махди́ Суда́нский (араб. محمد بن السيد عبدالله‎, 12 августа 1844 — 22 июня 1885) — вождь освободительного движения в Судане, основатель суданского Махдистского государства.

## Биография
Мухаммад Ахмад родился на о. Дирар в провинции Донголе (Египетский Судан) в арабизированной нубийской семье, ведущей свою родословную от пророка Мухаммада (сеид). Позднее семья Мухаммада Ахмада переехала в Хартум. Его отец и братья занимались изготовлением лодок. Мухаммад Ахмад пошёл по стопам деда и занялся изучением религии. В Хартуме и Карарие он изучал Коран и мусульманское право (фикх). В 1861 году сблизился с главой местных суфистов Сулеманийя (ас-саммания) шейхом Мухаммадом аш-Шарифом. Позднее получил от аш-Шарифа право преподавательской деятельности среди членов суфизма.
В 1870—1871 годах семья Мухаммада Ахмада переселилась на о. Аба на Белом Ниле (Западный Судан). Там он построил мечеть и посвятил себя размышлениям и молитве. С помощью своих блестящих, простых и понятных проповедей быстро завоевал авторитет среди местного населения. Осуждал как ересь любое отклонение от Корана, призывал к «очищению веры» и к возвращению к подлинным словам пророка.

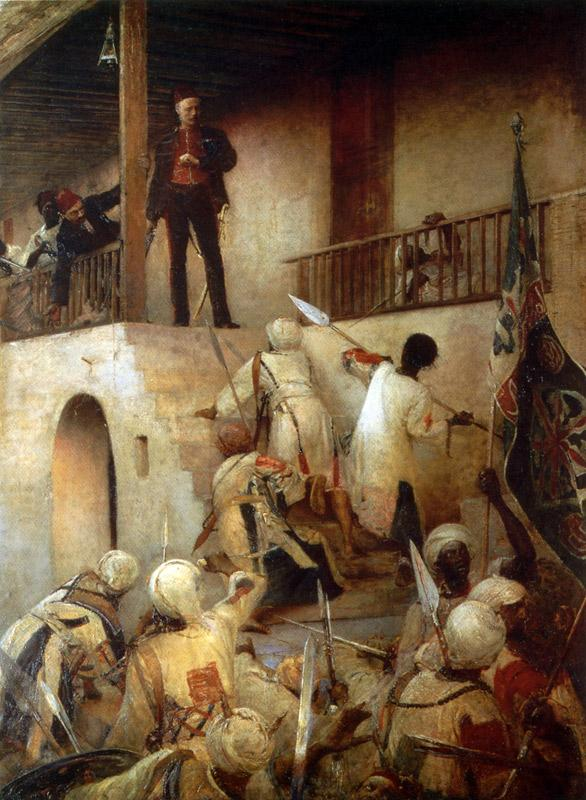
Гибель генерала Гордона во время падения Хартума. Картина Дж. У. Роя

Мухаммад Ахмад много путешествовал по Судану, посетил Донголу, Кордофан и Сеннар. В это время он установил контакты со способным организатором Абдуллахом ат-Таиша (Халифа) из арабской этнической группы баггара (Южный Дарфур). Мухаммад Ахмад выступал с критикой османско-египетского владычества в Судане. Около 1880 года он вернулся на о. Аба и объявил себя Махди (мессией). После этого Махди провозгласил отмену налогов и начал собирать армию для священной войны (джихада) против турок и египтян.
В мае 1881 года египетские власти вызвали Мухаммада Ахмада в Хартум для объяснений, но он отказался подчиниться. Для уничтожения Махди и его последователей, египетский наместник Рауф-паша послал вооруженный отряд в 200 человек, который 11 августа высадился на остров Абба. Махдисты, не имевшие огнестрельного оружия, скрывались до наступления темноты, а затем окружили египетский отряд и разбили его наголову.

## Восстание махдистов

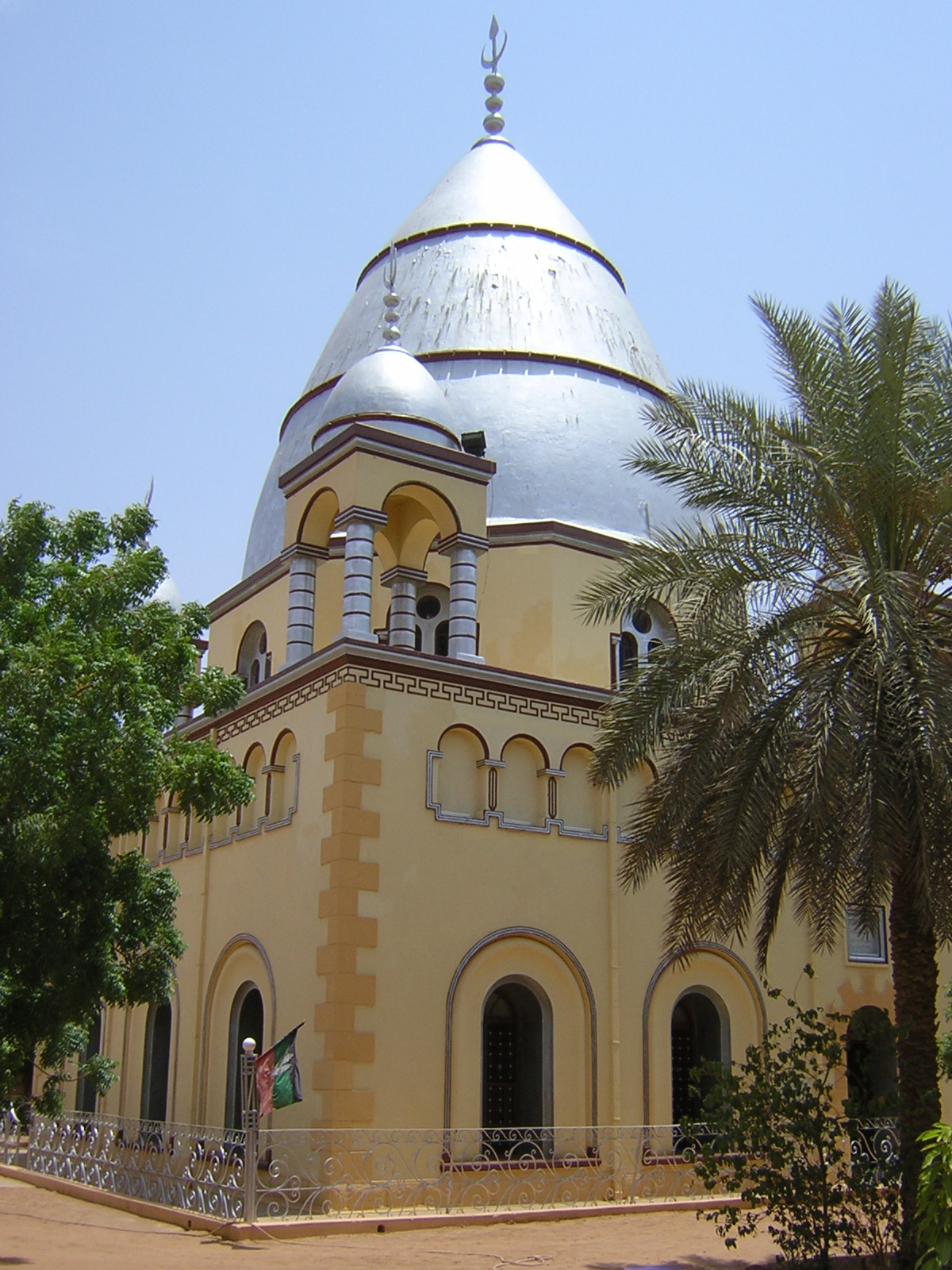
Мавзолей Мухаммада Ахмада в Омдурмане

Опасаясь дальнейших преследований со стороны египетских властей, Мухаммад Ахмад и часть его сторонников (ансаров) направились в Кордофан; по пути к ним присоединялось множество последователей, среди которых были крестьяне, кочевники, ремесленники и беглые рабы. Деятельность Махди была поддержана частью вождей суданских племен, а также арабскими работорговцами, недовольными тем, что египетские власти по требованию Британии запретили работорговлю.
В мае 1882 года плохо вооружённые ансары разбили под Эль-Обейдом египетскую армию численностью от 6 до 7 тысяч человек. К сентябрю 1882 года под контролем англо-египетских войск в этой области Судана остались города Бира и Эль-Обейд, но и они сдались махдистам в начале 1883 года.
Постепенно восстание перебросилось в провинции Дарфур, Экватория и Бахр-эль-Газаль. После разгрома 8-тысячного отряда египтян в Шейкане, махдисты завоевали Дарфур, а в 1883 году одержали верх над сторонниками Юсеф-паши, мудира (правителя) Фашоды (Кодока) в Джебель-Кадире. В декабре 1883 капитулировал бывший австрийский офицер — Слатин-паша, который был ответственным за оборону Дарджура. В марте — апреле 1884 года произошли восстания областей Бербера и Донгола.
Англичане направили в Хартум генерала Чарлза Джорджа Гордона, который должен был эвакуировать в Египет живших в Судане европейцев. По прибытии в Хартум Гордон 18 февраля 1884 предложил Махди освободить пленников в обмен на признание его правителем Кордофана, разрешение работорговли и установление с ним торговых сношений. Махди отказался принять предложение Гордона и 22 августа двинул войска на Хартум. В октябре город был осажден, а в ночь с 25 на 26 января 1885 взят штурмом махдистами. Генерал Ч. Дж. Гордон был убит на ступенях своего дворца.
Мухаммад Ахмад установил свою столицу в Омдурмане. К лету 1885 года в его руках оказалась почти вся страна, за исключением порта Суакин на Красном море и Вади-Хальфа на севере.
Установленный Мухаммадом Ахмадом режим (Махдийя) основывался на традиционных исламских законах и шариатских судах. В формулу веры (шахаду) была включена вера в Махди и объявление Мухаммада наместником пророка и мессией (Махди Аллаха). Паломничество в Мекку (хадж) было заменено участием в священной войне (джихадом). Обязательная милостыня (закят) превратилась в государственный налог. Рыхлая конфедерация суданских княжеств и племен превращалась в централизованное теократическое государство во главе с племенной знатью.
Умер Мухаммад Ахмад 22 июня 1885 от тифа. Его тело было захоронено в мавзолее в Омдурмане. После острой борьбы за власть между заместителями Мухаммада Ахмада государство возглавил Абдуллах ибн Мухаммад ат-Таиша, который принял титул халифа. Халиф отстранил многих учеников Махди и членов его семьи, завершив создание режима, опирающегося на новую феодальную знать.
Прежние лозунги равенства всех «перед лицом Аллаха» были забыты. Абдуллах ибн Мухаммад продолжал начатый Махди джихад; в 1885 году он вступил в неудачную войну с Эфиопией. Атаки против бельгийцев в Конго и итальянцев в Эритрее также не принесли ему успеха. В 1896 году англо-египетские войска под командованием Г. Китченера начали наступление на махдистский Судан. В начале сентября 1898 года в битве под Омдурманом они разбили махдистов и уничтожили половину их армии. Государство, созданное Мухаммадом Ахмадом, было уничтожено, его прах был извлечен из мавзолея в Омдурмане и сожжен в топке парохода. Отрубленную голову Махди лорд привез в Англию в ёмкости с керосином. Бернард Шоу сравнивал это с надругательством над останками Кромвеля при Стюартах.
Отступивший с остатками войска Абдуллах ибн Мухаммад продолжал сражаться до 1900 года.